# Gabriel Bourque
Gabriel Bourque, född 23 september 1990, är en kanadensisk professionell ishockeyspelare som spelade senast för Winnipeg Jets i NHL. Han har tidigare spelat för Nashville Predators och Colorado Avalanche.
Han draftades i femte rundan i 2009 års draft av Nashville Predators som 132:a spelare totalt.